# 丘基班巴區 (查查波亞斯省)
7°00′S 77°51′W / 7.000°S 77.850°W
丘基班巴區（西班牙語：Distrito de Chuquibamba），是秘魯的一個區，位於該國北部亞馬遜大區的查查波亞斯省，面積278.6平方公里，海拔高度2,825米，2005年人口1,983，人口密度每平方公里7.1人。